# شقران شيحي
شقران شيحي (الاسم العلمي:Puccinia artemisiae) هو نوع من الفطريات يتبع جنس الشقران من الفصيلة الشقرانية.